# 林原惠的東京不羈夜
林原惠的東京不羈夜是聲優林原惠在日本的個人廣播節目，其播送範圍，主要以TBS Radio系的廣播電台為主。節目長度為30分鐘，含廣告（播放日期以TBS Radio為基準，主要是星期日深夜播放為主，但還是看各家廣播電台的時間安排而定）。

## 節目概要
- 此節目性質為方便讓聽友與林原談話，以及Kingrecords·Starchild的新曲介紹。
- 節目的簡稱為「TBN」，而在閱聽迷之間一般稱為Boogie Night。另外在郵寄時則常以來書寫節目的名稱。
- 節目名稱源自於OVA『機動戰士SD鋼彈MARK-III 宇宙的神祕‧大作戰』中林原和本多知惠子合唱的片尾曲「Tokyo Boogie Night」
- 節目主題曲為單曲「Tokyo Boogie Night」，而現行的片尾曲則是使用「Tokyo Boogie Night（2002 version）」，這都有收錄在林原所發行的CD中。另外開頭與結尾的廣告旁白則是由堀內賢雄擔綱。

## 特色
- 2007年2月時為TBS電台唯一的動畫廣播節目，而且播放集數已經超過1200集。

## 播放的廣播電台
- 以下播放時間為2007年2月時按時間排序。

每週六
- 22:00～　南海放送
- 24:00～　九州朝日放送

每週日
- 21:00～　北海道放送
- 22:00～　京都放送
- 23:00～　東北放送・新潟放送
- 23:30～　静岡放送・東海電台・山陽放送・中國放送・熊本放送
- 24:00～　TBS電台
- 24:30～　IBC岩手放送・信越放送

每週一
- 21:00～　北陸放送

## 相關節目
- 林原惠的心路小站
- （AniRadi）

## 外部連結
- Radio房間 （页面存档备份，存于）林原惠的官方網站